# Сонджо (ван Чосону)
Сонджо (кор. 선조, 宣祖, Seonjo, Sŏn-jo); ім'я при народженні Лі Йон (кор. 이연, 李昖, I Yeon, Yi Yŏn; 26 листопада 1552 — 16 березня 1608) — корейський правитель, чотирнадцятий володар держави Чосон.

## Правління
Був сином і спадкоємцем вана Мьонджона. Зійшов на трон після смерті батька 1567 року.
За його правління становище в країні було нестабільним, також державі загрожувала й військова загроза ззовні. Сонджо продовжував підтримувати дипломатичні зв'язки з Мін та Японією, а також із князівством Цусіма. До столиці імперії Мін щороку прибувало корейське посольство, а до Японії — раз на декаду.
Під час однієї з зустрічей з корейськими посланцями японський військовий лідер Тойотомі Хідейосі попрохав дозволу на прохід японської армії через землі Чосону під час кампанії проти Китаю. Сонджо відмовив, що стало приводом для вторгнення японських військ до меж Чосону. 1592 року почалась війна. Ван Сонджо та його двір були змушені тікати на північ і шукати союзу з Мін. Однак імператор Чжу Їцзюнь відмовився надавати допомогу корейцям у боротьбі проти Японії.
Сонджо разом з мінськими дипломатами намагались залагодити конфлікт та укласти мирну угоду. 1596 року до Японії вирушило чергове посольство, якому було відмовлено в прийомі. Тойотомі Хідейосі зажадав, щоб на перемовини прибув спадковий принц. Тривала війна завершилась після смерті Тойотомі Хідейосі. Завершення конфлікту також було зумовлено внутрішньою боротьбою за владу в Японії. 1599 року новий правитель, Токуґава Ієясу, бажав відновити відносини між державами, тому доручив правителю Цусіми Со Йосітосі вести перемовини з ваном Сонджо про мир. Перемовини завершились 1607 року, після чого до Японії було відряджено корейське посольство на чолі з Йо Укілем.
1608 року Сонджо помер, після чого трон зайняв його син Кванхегун.